# Lactulose
A lactulose é um açúcar não absorvível utilizado no tratamento da constipação e da encefalopatia hepática. É usado por via oral para constipação e por via oral ou retal para encefalopatia hepática. Geralmente começa a fazer efeito após 8 a 12 horas, mas pode levar até 2 dias para melhorar a constipação.
Os efeitos colaterais comuns incluem inchaço abdominal e cólicas. Há um risco para o surgimento de distúrbios eletrolíticos como resultado da diarreia que ele produz. Não foram encontradas evidências de danos ao bebê quando usado durante a gravidez. É geralmente considerado seguro durante a amamentação. É classificado como um laxante osmótico.
A lactulose foi produzida pela primeira vez em 1929 e tem sido usada na medicina desde a década de 1950. Está na Lista de Medicamentos Essenciais da Organização Mundial de Saúde. Está disponível como um produto genérico e de marca. Em 2015 em vários países, o custo médio era de US$ 0,16 por 15ml de xarope (10g de lactulose). Nos Estados Unidos, o custo desta quantidade é de cerca de US$ 0,63. A lactulose é feita a partir do açúcar do leite lactose, que é composto de dois açúcares simples, galactose e glicose.